# Reformatorischer Bildersturm

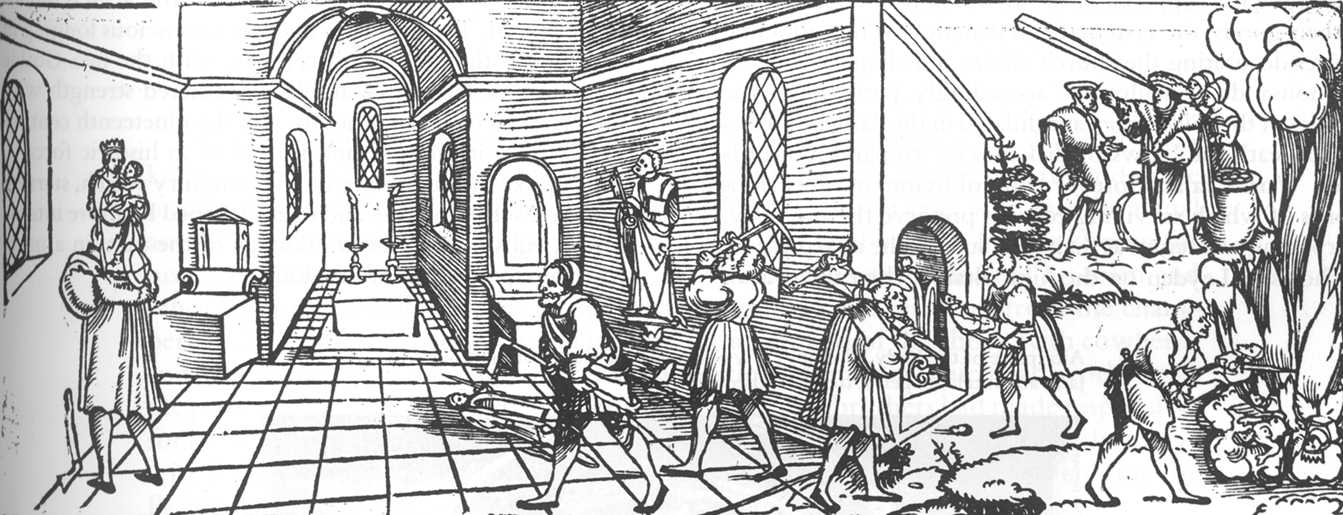
Flugblatt Klagrede der armen verfolgten Götzen und Tempelbilder (Erhard Schön, um 1530, hier ohne Text)

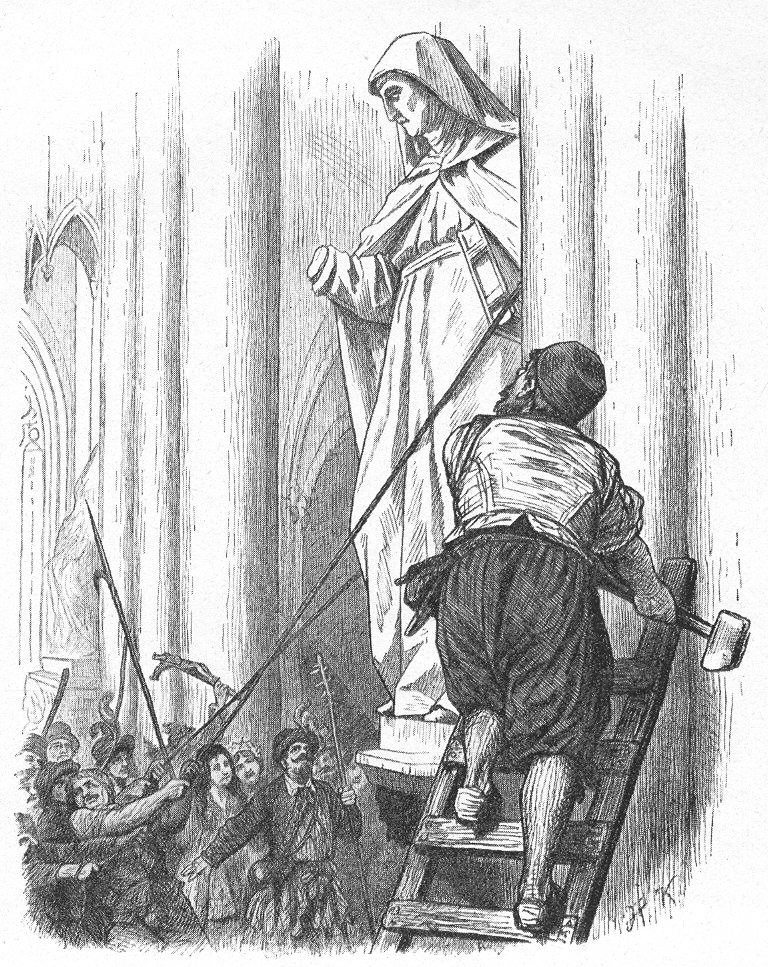
Bildersturm in Holland (Darstellung von 1882)

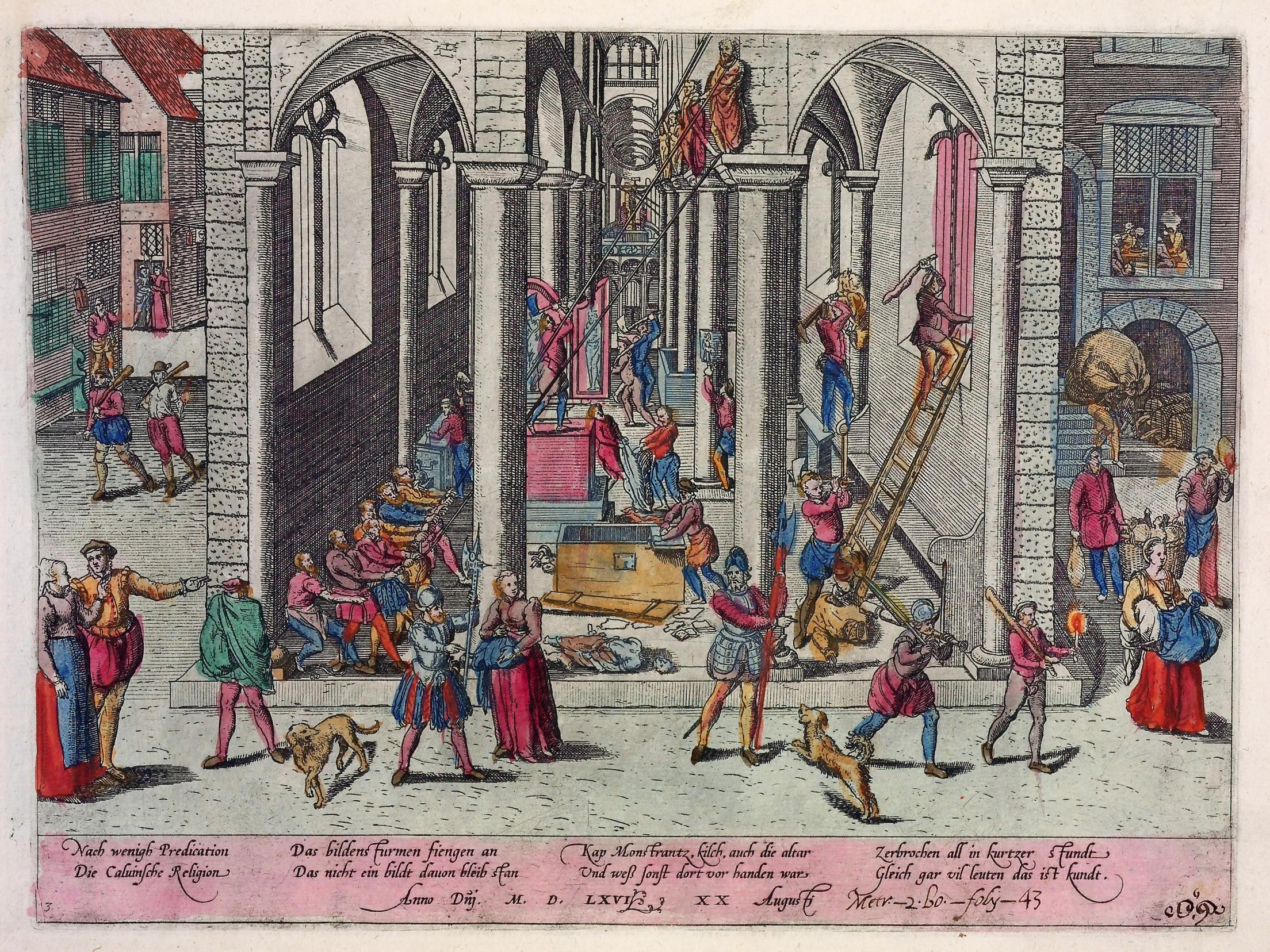
Ikonoklastische Ausschreitungen von Calvinisten in der Liebfrauenkathedrale von Antwerpen am 20. August 1566 (Kupferstich von Frans Hogenberg, 1588)

Der reformatorische Bildersturm war eine Begleiterscheinung der Reformation im 16. Jahrhundert. Auf Weisung von Theologen und der Obrigkeiten, die die reformatorische Lehre angenommen hatten, wurden Gemälde, Skulpturen, Kirchenfenster und andere Bildwerke mit Darstellungen Christi und der Heiligen sowie weiterer Kirchenschmuck – teilweise auch Kirchenorgeln – aus den Kirchen entfernt, teils verkauft oder beschlagnahmt, zerstört oder beschädigt.
Der Bildersturm betraf Städte und Dörfer in ganz Europa, vor allem im Heiligen Römischen Reich (1522–1566) einschließlich der Schweiz und der Spanischen Niederlande (1566). Zudem waren auch Schottland (1559) und während des Bürgerkriegs (1642–1649) England betroffen.

## Theologie
Dem Bildersturm liegt ein theologischer Konflikt innerhalb des Christentums zugrunde: Zwar übernahm das Christentum vom Judentum die zehn Gebote, doch wurden in der Spätantike und im Mittelalter zunehmend Darstellungen Christi und der Heiligen angefertigt, teils auch in die Liturgie einbezogen. Rechtfertigungen der Bilderverwendung beriefen sich auf folgende Argumente: Bilder dienten der einfacheren Vermittlung der Katechese an des Lesens Unkundige; Gott habe sich durch die Menschwerdung selbst in menschlicher Gestalt gezeigt und sei in dieser Gestalt darstellbar; die Verehrung des Bildes gelte nicht dem Werk selbst, sondern dem Dargestellten.
Diese Begründung war schon in der Spätantike umstritten. In der Frühzeit der orthodoxen Kirchen gab es kurze Phasen, in denen die Ikonoklasten dominierten, die sich auf das erste Gebot beriefen. Die Reformatoren lehnten die Anfertigung christlicher Bildwerke ebenfalls grundsätzlich ab. Die Theologie der Reformation sah in der liturgischen Verwendung Götzendienst und sinnliche Ablenkung von der Frömmigkeit. Gemäßigte Reformatoren im Umfeld Martin Luthers erlaubten Bilder für didaktische Zwecke; andere, etwa Ulrich Zwingli und Johannes Calvin, traten für ein völliges Bilderverbot ein. Sie bewirkten in ihrem Einflussbereich die Entfernung sämtlicher figürlicher Darstellungen aus dem Innenraum der Kirchengebäude. Die schottischen Presbyterianer lehnten sogar große Kirchengebäude als Ausdruck menschlicher Hybris ab.

## Kunstgeschichte
Durch den Bildersturm gingen sehr viele Kunstgegenstände des Mittelalters und der frühen Neuzeit unwiederbringlich verloren. Die wenigen als protestantische Bauten vollendeten oder neugeschaffenen Kirchen der Spätgotik hatten von vornherein keinen Skulpturenschmuck.

## Etymologie
Der deutsche Ausdruck „Bildersturm“ wurde bereits 1525 von Martin Luther verwendet. Das lateinische Mittelalter sprach von iconoclastes, yconoclastes oder mittelgriechisch εικονοκλάστης. In der Frühzeit der orthodoxen Kirchen waren die Ikonoklasten Vertreter einer Strömung, die zum byzantinischen Bilderstreit führte. In späteren Jahrhunderten vor der Reformation wurden als iconoclastes meist Delinquenten bezeichnet, die mutwillig christliche Kunst beschädigten; man nahm jedoch nicht an, dass sie Ketzer, sondern dass sie von Dämonen verführt oder mit dem Teufel im Bunde gewesen seien.
Die deutsche Übersetzung „Bilderstürmer“ trug von der ersten Verwendung an die Konnotation eines „kollektiven, aufständischen und illegalen […] Vorgangs“, der zur Verbreitung eines neuen Glaubens diente („Bilderstürmer wollen einen neuen Glauben predigen“, Goethe). „Bilderfreunde“ und „Bilderfeinde“, „Stürmer“ und „Schirmer“ wurden in den zeitgenössischen und späteren Debatten einander polemisch gegenübergestellt.

## Vorgeschichte

### Bildtheologie vom frühen Christentum bis zum 10. Jahrhundert

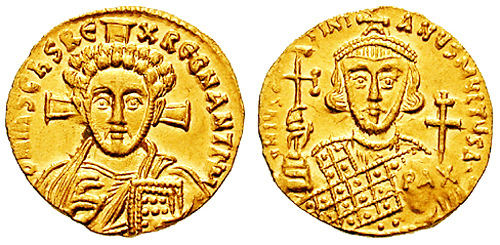
Bildpraxis des Frühmittelalters:
Justinian II. (rechts) ließ erstmals ein Christusbild (links) auf eine byzantinische Münze prägen (705 n. Chr.).

Im Christentum gab es beinahe von Anbeginn an Auseinandersetzungen um die Frage, ob es erlaubt sei, Bildnisse Christi und der Heiligen anzufertigen und diese Bildwerke zum Teil christlicher Riten zu machen. Die neue Religion wurzelte im Judentum und übernahm in den Zehn Geboten auch das Verbot, Bildnisse Gottes anzufertigen. Der Tanz um das Goldene Kalb stand im Judentum wie im Christentum für die gotteslästerliche Verehrung eines Götzen.
Zudem wollte sich das Christentum von den bilderfreundlichen römischen und griechischen Religionen abgrenzen. Vom 3. bis 7. Jahrhundert wurden Illustrationen biblischer Erzählungen und Abbilder der Heiligen jedoch zunehmend üblich. Bildwerke biblischen Inhalts erschienen zuerst als Reliefs oder Fresken auf römischen Sarkophagen, Gräbern und Kirchen (frühestes belegtes Beispiel ist die Hauskirche von Dura Europos), wurden apotropäisch verwendet und schließlich wie Reliquien in die Liturgie einbezogen. Der byzantinische Kaiser Justinian II. ließ das Antlitz Christi zu Anfang des 8. Jahrhunderts erstmals sogar auf Münzen prägen. Die sich immer mehr ausbreitende Praxis war ein Problem für die christliche Theologie, die entweder mit vollständiger oder teilweiser Verurteilung (Ikonoklasten) oder apologetischer Rechtfertigung reagierte. Während Fresken und vor allem Glasmosaiken (wie in Ravenna) zunehmend Verbreitung fanden, hielt man sich mit Skulpturen noch lange Zeit zurück.
Bereits im frühen Christentum entfaltete sich die christliche Bildtheologie, die im Wesentlichen um folgende Fragen kreiste:
- ob die Verehrung von Abbildern Christi und der Heiligen zu tolerieren sei, weil sie nicht den Bildern selbst, sondern den in ihnen verkörperten Personen gelte, oder ob sie als heidnischer Götzendienst zu untersagen sei
- welche Art der Verehrung den Bildern (wenn überhaupt) rechtmäßig zukommen dürfe (Latrie oder Dulia)
- welche Ikonografie Gottes zulässig sei (in seiner menschlichen Form als Christus oder als Dreifaltigkeit)

#### Frühchristliche Bildapologetik
Einige wenige Argumente, die bereits im 4. bis 8. Jahrhundert formuliert wurden, dominierten die Rechtfertigung der christlichen Bildpraxis bis zur Reformationszeit und darüber hinaus:
- Kommunikative Aufgabe der Bilder: Die didaktische Rechtfertigung wird auf Papst Gregor den Großen (Amtszeit 590–604) zurückgeführt. Bilder seien nützlich zur Unterweisung der Leseunkundigen (Bildkatechismus). Bilder regten die Menschen zur Andacht an (Mystik) und stützten das Gedächtnis (Memoria).[6] Gregors Argumente – besonders die Funktion der Bilderzählung als litteratura illiterato – fanden sehr weite Verbreitung und dienten späteren Bildbefürwortern als wichtigste Standardargumente. (Nicht zuletzt stützten sie sich auf die Auctoritas eines großen Kirchenlehrers.) Gregors Lehre wurde ins Kirchenrecht aufgenommen.[7] Im Jahr 1025 bekräftigte die Synode von Arras diese Ansicht; sie wurde durch viele Autoren wie etwa Walahfrid Strabo[8] und Honorius Augustodunensis[9] bestätigt und fand sogar noch bei Luther Anerkennung. (Ob die komplexen mittelalterlichen Bilderzählungen in der Praxis diese didaktische Rolle überhaupt erfüllen konnten, ist heute umstritten; die meisten Bildformen waren wohl an theologisch vorgebildete Rezipienten gerichtet.)[10]

- Verweischarakter des Bildes: Im frühen Christentum verteidigte der Kirchenvater Athanasius (um 298–373) die Verehrung von Christusbildern mit folgendem Argument: Die Verehrung, die man Bildern Christi entgegenbringe, gelte nicht dem materiellen Bild, sondern Christus selbst. Athanasius argumentiere mit einer Analogie zur Verehrung von Bildnissen des römischen Kaisers: Der Kniefall vor dem Bild des Kaisers war in spätrömischer Zeit so viel wert wie der Kniefall vor dem Kaiser selbst (Entsprechend galt eine Schändung des Kaiserbildes als Vergehen an dessen Person und wurde streng bestraft). Vor Bildern des Kaisers fiel man rituell nieder, entzündete Weihrauch und sprach Fürbitten; gleiches durfte man demzufolge auch vor Bildern Christi tun, da es nicht dem Bild selbst, sondern Christus gelte. Die richtige Art der Verehrung verschiedener Bildgegenstände differenzierte später Thomas von Aquin (siehe Abschnitt Bildpraxis im Mittelalter).

- Menschwerdung Gottes: Ebenfalls sehr früh beriefen sich Bildapologetiker auf die Rechtfertigung, dass Gott sich selbst zweifach in menschlicher Form gezeigt habe. In seiner Menschwerdung habe sich Gott selbst in Jesus Christus eine menschliche Form gegeben. Das aber konnte nur heißen: In seiner menschlichen Form konnte Gott abgebildet werden. Das Fleischwerdungsargument wurde vom Ersten Konzil von Nicäa im Jahr 325 vorgebracht und durch Johannes von Damaskus im 8. Jahrhundert wirkmächtig verbreitet. Augustinus im 5. Jahrhundert ergänzte ein weiteres Argument: Gott habe den Menschen nach seinem Bild erschaffen, wodurch selbst nach dem Sündenfall eine „Ähnlichkeit“ (similitudo) mit Gott geblieben sei. Wenn man den Menschen abbilde, so bilde man auch das Göttliche in ihm ab.

#### Byzantinischer Bilderstreit
Im 8. und 9. Jahrhundert kam es zu schweren bildtheologischen Auseinandersetzungen in der byzantinischen Oberschicht, die sich gegen eine angeblich ausufernde Bilderverehrung richtete. Kaiser Leo III. ließ eine monumentale Christusstatue zerstören; im nun folgenden sogenannten byzantinischen Bilderstreit folgte die erste schriftliche bildtheologische Debatte, bei der die Standpunkte beiderseits theoretisch fundiert wurden. Das Zweite Konzil von Nicäa im Jahr 787 bestätigte die Bildapologetik des Johannes von Damaskus als Lehrmeinung und verwarf damit die Beschlüsse des Konzils von Hiereia 33 Jahre zuvor, das die göttliche Natur für nicht darstellbar erklärt hatte.
Die Synode von Frankfurt 794 unter Karl dem Großen versuchte von Westeuropa aus, auf das Zweite Konzil von Nicäa zu antworten. Unter Karl dem Großen wurden Skulpturen in Westeuropa als kirchliche Kultbilder verboten, mit Ausnahme des Kruzifixes und der didaktischen Bilderzählung.
Langfristig konnten sich die Bildgegner jedoch weder im Westen noch im Osten Europas durchsetzen: Den byzantinischen Bilderstreit legte Theodora II. im Jahr 843 bei und gab damit für die Ostkirche die Verehrung der Ikonen frei. Bereits um die Mitte des 10. Jahrhunderts wurden auch in Mitteleuropa wieder erste Reliquienstatuen hergestellt (die frühesten wahrscheinlich in Clermont-Ferrand und Sainte-Foy), womit eine Blütezeit der mittelalterlichen Sakralkunst begann.

### Bildpraxis im Mittelalter

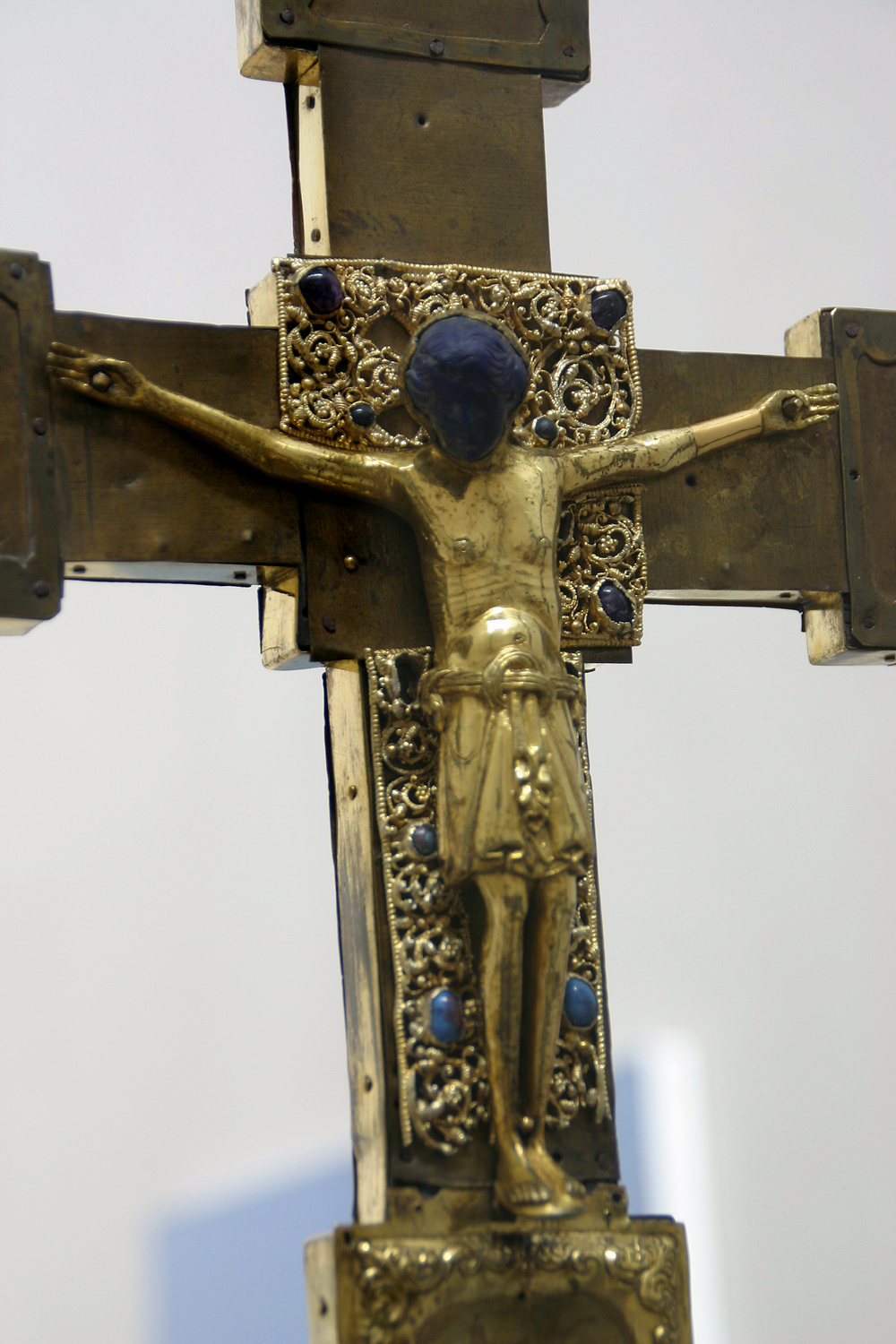
Kölner Hermann-Ida-Kreuz mit Reliquienbehälter (11. Jahrhundert)

Vom 10. bis ins 15. Jahrhundert blühte die Sakralkunst in Europa mit theologischem Segen und kirchlicher Förderung. Kritik an der Bildpraxis galt als Häresie; fast alle namhaften Theologen, die sich zu dieser Frage äußerten, befürworteten den Einsatz von Bildern in Kirchen. Die seltene Bildkritik des Hochmittelalters richtete sich gezielt gegen die überreiche Ausstattung der Kirchen und die Verschwendungssucht der Ordensgemeinschaften (wenn etwa Bernhard von Clairvaux gegen die reich geschmückten Kirchen der Cluniazenser anging), nicht jedoch gegen die Einbeziehung der Bilder in die religiöse Praxis.
Die hochmittelalterliche Scholastik erarbeitete sowohl eine komplexe Bildtheorie als auch eine bilderfreundliche Theologie des Bildes. Für Thomas von Aquin haben Bilder einen relationalen Charakter – sie sind nur, insofern sie Bild von etwas sind. Die Verehrung gelte damit nicht dem Zeichen (signum) selbst, sondern dem Gemeinten (signatum), also der dargestellten Person. Das Bild Christi werde daher nicht als materieller Götze verehrt, sondern immer als Repräsentant Christi. Da Gott sich in Christus in menschlicher Form gezeigt habe, habe auch die Darstellung des Gekreuzigten Teil am Göttlichen. Christus werde wie den anderen göttlichen Personen die höchste Form der Verehrung, die Anbetung (Latrie) entgegengebracht. Den Heiligen solle Ehrerbietung (Dulia) zukommen, die besondere Verehrung der Mutter Gottes unter den Heiligen wird als Hyperdulie bezeichnet. Auch Bonaventura argumentierte in diese Richtung. Damit war in der Westkirche eine ähnliche Bildpraxis theologisch fundiert, wie sie in der Ostkirche bereits seit Jahrhunderten praktiziert wurde. Nach Thomas’ Tod kam zwar von einigen Theologen, namentlich Heinrich von Gent und Durandus von St. Pourçain, Kritik an dessen bildapologetischen Auffassungen, doch blieb diese lange Zeit wirkungslos. Der namhafteste Kritiker an der Kultpraxis selbst war unter den Scholastikern Petrus Abaelardus, dessen erhaltene Ausführungen gegen den christlichen Götzenkult jedoch offenbar nicht zirkulierten oder von seinen Gegnern heimlich geteilt wurden, jedenfalls äußerten sie sich nicht dazu. Abaelard richtete sich gegen den illusorischen Charakter des Bildes, das der Mensch verehrt, als steckte ein lebendiger Gott darin, wo doch jedes andere Lebewesen erkennen könne, dass dem nicht so sei.

#### Werkfrömmigkeit
Die Praxis der Werkfrömmigkeit verlangte vom mittelalterlichen Menschen, ein Seelgerät anzulegen, das heißt, einen wesentlichen Teil seines Erbes zu stiften, um seine Zeit im Fegefeuer zu verkürzen und das Seelenheil schneller zu erlangen. Diese Stiftungen „verwaltete“ bis zur Wiederkehr Christi die Kirche. Beliebte Stiftungen waren Altäre, Wandgemälde oder Altarretabel, auf denen im Spätmittelalter auch zunehmend die bürgerlichen Stifter selbst neben den Heiligen auftauchten (Stifterbild).
Das Mittelalter kannte eine Vielzahl an christlichen Bildgattungen, die unterschiedlichen religiösen Zwecken dienten. Sämtliche bekannten Materialien und Medien – von kostspieligen Buchmalereien und Elfenbeinschnitzereien über Glasmalerei, Holzschnitzerei und Wandmalerei bis zum weit verbreiteten Einblattholzschnitt – kamen zum Einsatz. Erzählungen in Bildern berichteten an Kirchenwänden, in der Buchmalerei, auf Reliquienschreinen und anderen liturgischen oder profanen Gegenständen von der Heilsgeschichte, den biblischen Ereignissen, den Wundern Jesu oder dem Jüngsten Gericht. Der Typ des kultischen Repräsentationsbildes, etwa als Vortragekreuz oder Gnadenbild, wurde in der Liturgie und bei Wallfahrten verwendet. Zur privaten, innigen Kontaktaufnahme zu Christus und den Heiligen waren Andachtsbilder in Form des Schmerzensmanns, des Ecce homo oder der Pietà in Gebrauch. Im weitesten Sinne dienten alle Bildwerke der Bildkatechese im Sinne Gregors des Großen: als Hilfsmittel zur didaktischen Unterweisung der schriftunkundigen Laien. Hierfür wurden auch spezielle Katechismustafeln mit Bilddarstellungen des sog. Symbolums Christliche Glaubensbekenntnisses, der Apostel, des Vaterunsers, der Zehn Gebote, der Tugenden und Laster angefertigt und in Schulen, Spitälern und Kirchen aufgehängt.

#### Verehrung von Darstellungen Christi und der Heiligen
In der Kultpraxis des Spätmittelalters wurden manche Darstellungen Christi und der Heiligen verehrt wie der Leib Christi in der Eucharistie: Sie wurden behandelt, als seien die Personen in ihnen real anwesend (Realpräsenz). Bildwerke kamen der individuellen Frömmigkeit entgegen: Man wollte das Heilige sinnlich erfahren, also sehen, hören, riechen und schmecken. Bildwerke wurden durch Gebete, Niederknien, Kerzen und Votivgaben in die Frömmigkeit einbezogen. Dadurch stellte der Kirchgänger eine heilbringende persönliche Verbindung zur Person des Heiligen her. Der Schauwert vieler Kultbilder wurde noch gesteigert, indem Reliquien darin aufbewahrt wurden. Der religiöse Wert von Heiligenbildern wurde auch politisch genutzt; so ließen Städte Darstellungen ihrer Stadtpatrone vom Volk verehren und erwarben so den geistlichen Schutz für ihre politische Einflusszone. Wallfahrten zu vermeintlich wundertätigen Marienbildern waren nicht zuletzt auch wirtschaftlich einträglich – als Einnahmequelle sowohl für den Klerus wie auch für die Herbergen und Gastwirtschaften der Umgebung.
Man war im Klerus ebenso wie im Volk der Ansicht, dass zwischen dem Bild und dem dargestellten Heiligen eine direkte kommunikative Verbindung bestehe – was diesem zugefügt oder geschenkt wurde, bekomme jener zu spüren. Die Beschädigung oder der Diebstahl von Sakralkunst wurde auf Grund dieser Praxis als Sakrileg geahndet. Dabei war nicht ihr materieller Wert vorrangig, sondern ihre Identifizierung mit der Person des Heiligen selbst. Ikonoklasmus, die Vandalisierung von Sakralwerken, war nicht selten ein Vorwurf, mit dem Pogrome gegen Juden gerechtfertigt wurden. Im Umschwung von der etablierten Frömmigkeitspraxis zu einem flächendeckenden Vandalismus gegen die verehrten Bildwerke sieht die Wissenschaft eines der am schwierigsten zu erklärenden Phänomene der Epoche. Allerdings ist bereits das ausgehende 15. Jahrhundert von wachsendem religiösem Puritanismus geprägt; so gingen bereits in den Jahrzehnten vor der Reformation die frommen Stiftungen merklich zurück.
In der neueren Forschung kommen Zweifel auf, wie tief der Bilderkult in der Volkspraxis verankert war. Ging man früher davon aus, dass der Bilderkult vor allem in den ungebildeten Bevölkerungsschichten beliebt war und vom Klerus nur geduldet wurde, tendieren neuere Forschungen zur gegenteiligen These: Die Vorliebe für das schöne, kunstvolle Bild pflegten die wohlhabenden und gebildeten Kunstfreunde – die Bilder stifteten und sammelten – sowie der höhere Klerus. So ließen etwa Geistliche Figuren der Heiligen mit Dornen oder Brennnesseln bedecken oder ins Wasser werfen, um sie zu bestrafen (diese Praxis verbot jedenfalls das Konzil von Lyon im Jahr 1274). Der Papst förderte das Wallfahrtswesen, etwa zum Schweißtuch der Veronika in Rom. Andererseits gibt es humoristische Volkserzählungen, in denen Heiligenfiguren straflos im Ofen verheizt und als „Götzen“ bezeichnet werden. Das deutsche Wort „Götze“ (kleiner Gott), für das Jahr 1376 erstmals verbürgt, bezeichnete zuerst christliche Bilder auf verächtliche Weise; erst in der Lutherbibel wurde es auf heidnische Götterbilder angewandt. Es wird daher heute vermutet, dass der Bilderkult in der Bevölkerung mit mehr Distanz gesehen wurde als unter der geistlichen Elite.

### Bilderkritik im 14. und 15. Jahrhundert
In Nordeuropa ist theologische Bilderkritik spätestens im 14. Jahrhundert zu verzeichnen. Die theologische Diskussion des Bilderproblems wurde hauptsächlich in Flugschriften, Predigten und Bibelkommentaren geführt, gelangte selten in die Praxis und stand nicht im Mittelpunkt der innerkirchlichen Konflikte. Nicht der Bildgebrauch galt als eigentliches Problem, sondern die Schwierigkeit, den falschen Gebrauch des Bildes vom richtigen zu trennen: Die nützliche Funktion der Bilder als Glaubensunterweisung (in Gregors Sinn) stand gegen den „Götzendienst“ (idolatria), womit der Aberglaube an die Wundertätigkeit einzelner Objekte und Praktiken gemeint war. Mehrere Reformsynoden versuchten im 15. Jahrhundert den Bilderkult neu zu regeln.
Die Forderung nach gänzlicher Abschaffung der Bilder vertraten nur radikale Kirchenreformer, die auch sonst häretische Thesen vertraten. Verstreute bildkritische Ausführungen der Scholastiker Durandus de San Porciano und Robert Holcot wurden von den zwei großen häretischen Bewegungen des Spätmittelalters, den Lollarden und den Hussiten, wieder aufgenommen. Die geistigen Väter der Bewegungen, der englische Reformprediger John Wyclif (vor 1330–1384) und in seiner Nachfolge der Prager Universitätsdozent Jan Hus (um 1370–1415) wandten sich wirkmächtig gegen die christliche Bildkunst. Sie sammelten und bündelten die verstreuten Argumente der theologischen Bildkritik und nahmen sie in ihre Lehren auf, die sich gegen das Papsttum und die Werkfrömmigkeit wandten.
Darstellungen der Dreifaltigkeit (Gnadenstuhl), seien nach Wyclif zu unterbinden, da Gottvater und der Heilige Geist selbst nicht darstellbar seien. Es sei ehrenwerter, seine Reichtümer an die Armen zu verteilen, als die Kirchen damit zu schmücken. Die wahren Bilder Gottes seien die Menschen. Die direkte Anbetung Gottes sei der vermittelten Verehrung vorzuziehen. In England trugen die Lollarden die Ansichten Wyclifs weiter; ihrer Ansicht nach erfüllten Bildwerke nicht den intendierten Zweck einer Laienbibel, sondern beförderten in der Praxis den Götzendienst, denn Laien könnten zwischen der Darstellung (signum) und der gemeinten Person (signatum) nicht unterscheiden. Bilder seien nur „veyn glorie“ (eitler Schein).
In Ostmitteleuropa forderten die Hussiten die Zerstörung aller Bildwerke, da legitime Verehrung nicht von verbotenem Götzendienst zu unterscheiden sei. Sie gingen in die Geschichte als gewalttätige Ikonoklasten ein.

### Bilderkritik der Reformatoren
Martin Luther äußerte sich zwar zur Bilderfrage, jedoch nur im Sinne der materiellen Stiftungen. Das Für oder Wider der Bilddiskussion hielt er für unwichtig; falscher und richtiger Gebrauch der Bilder ließen sich ohnehin nicht zuverlässig unterscheiden. Vielmehr richtete sich sein Zorn gegen die Vorstellung, durch gute Werke, insbesondere fromme (Bilder-)Stiftungen, könne das Seelenheil erlangt werden (Von den guten Werken, 1520). Gott erwarte nicht Fasten, Wallfahrten und reich ausgeschmückte Kirchen, sondern einzig den Glauben an Christus. Den Bildersturm in Wittenberg 1522 beendete Luther durch die Invokavitpredigten ohne kurfürstliche Gewalt nur durch die Kraft seiner Argumentation. 1525 schrieb Luther, Bilder seien „zum ansehen, zum zeugnis, zum gedechtnis, zum zeychen“ erlaubt, also wie von Gregor vorgesehen als didaktisches Mittel.

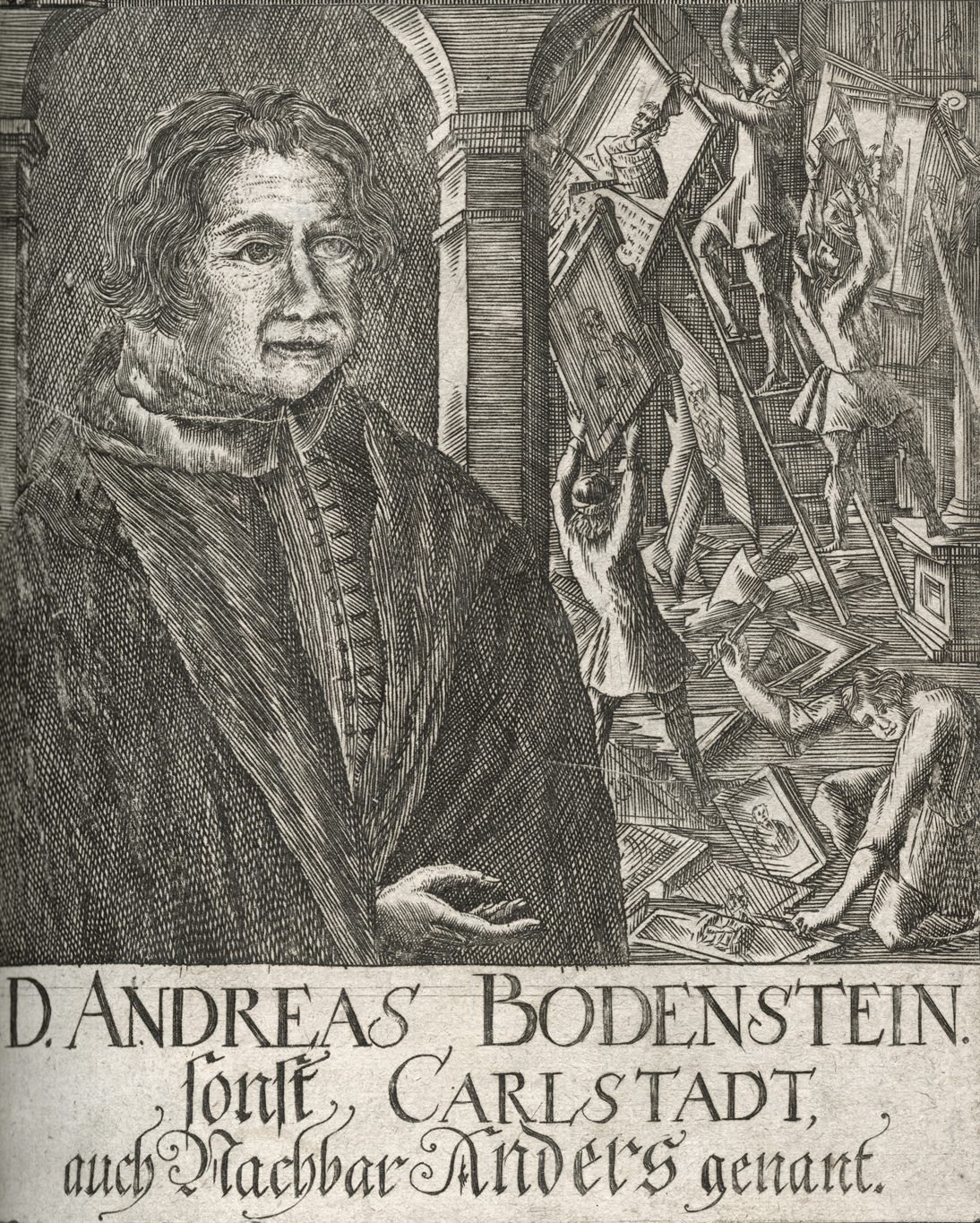
Andreas Bodenstein und der Bildersturm, Kupferstich, um 1522

Andreas Bodenstein von Karlstadt, Professor an der Universität Wittenberg, rief nach 1520 zum ersten Mal in Luthers Wirkungszeit zur aktiven Zerstörung religiöser Bildwerke auf. Gerechtfertigt wurde dies in Luthers Sinne: Ziel des Christentums sei es, die Armut und Bettelei abzuschaffen, dies könne aber nur geschehen, wenn das Vermögen, anstatt in fromme Stiftungen zu fließen, direkt den Armen zugute komme. Karlstadt argumentierte dabei mit dem Ersten Gebot Mose, das den Götzendienst untersagt. Bildwerke hätten nur materiellen Wert, keinen kommunikativen, und könnten nicht „lehren“ in Gregors Sinne. „Lebendige“ Abbilder Gottes seien die Mitmenschen. Karlstadts Flugschrift Von abtuhung der Bylder (1522) verbreitete sich in zwei Auflagen im ganzen deutschen Sprachraum. Das Bettelei-Argument wurde in der Rezeption vollkommen ignoriert, begeistert aufgenommen wurde nur der bilderstürmerische Aufruf.
Leibfeindliche Argumente bilden einen weiteren Versuch, die Verdammung von Bildwerken zu rechtfertigen. Nach Karlstadt zeigten Heiligenbilder nicht die göttliche Natur, sondern die fleischliche Erscheinung der Heiligen, die den Zugang zu Gott im Herzen verdränge; die Kirche werde durch fleischliche Darstellungen zum Hurenhaus. Die Verehrung des menschlichen, also fleischlichen Christus im Bild und im Sakrament sei abzulehnen. Der Schweizer Reformator Ulrich Zwingli folgte im Wesentlichen Karlstadts Argumentation. Kultbilder seien Verstofflichungen der Götzen, die der Mensch im Herzen trage und die ihn vom wahren Gottesdienst abhielten. Der christliche Kult solle, statt den Kultbildern, den Armen selbst gelten, da sich in ihnen Gott ebenso zeige (eine praktische Umsetzung dieser These blieb er jedoch schuldig). Johannes Calvin urteilte noch strenger: Die Zehn Gebote seien zu befolgen, das heiße, das Verbot der Abbildung Gottes und der Götzendienst sei streng auszulegen. Den Götzendienst setzte er mit fleischlicher Begierde gleich; er sei die fleischliche Phantasie des Menschen, der man entgegentreten müsse, da auch Christus sich seiner fleischlichen Existenz durch die Himmelfahrt entzogen habe. Das alte Argument Augustins, der menschlichen Gestalt wohne eine gewisse Ähnlichkeit mit Gott inne, verwarf Calvin: Der Mensch habe mit dem Sündenfall jede Ähnlichkeit mit Gott verloren.

### Bilderkritik der Reformationsgegner
Bilderkritik kam auch von papsttreuen Theologen, die sich nicht der Reformation anschlossen oder im Verdacht reformatorischer Umtriebe standen. Die Unterschiede zu den Reformatoren sind in der Argumentation manchmal nur graduell. Den katholischen Bilderkritikern ging es jedoch nicht darum, die ausufernden und prunkvollen Heiligenbilder und ihre kultische Verehrung ganz abzuschaffen, sondern sie zu disziplinieren und ausufernde Praktiken zu verhindern.
Auf Seite der katholischen Bilderkritiker stehen Erasmus von Rotterdam (der den Bildersturm in Basel noch als Augenzeuge miterlebte) sowie die Luthergegner Thomas Murner und Hieronymus Emser; auch bei Johann Geiler von Kaysersberg und Sebastian Brant, die beide vor der eigentlichen Reformationszeit starben, finden sich schon bilderkultkritische Belege. Murners Narrenbeschwörung (1512) prangert die Eitelkeit und Verschwendungssucht der Bildstifter an. Geiler von Kaysersberg kritisierte Gemälde mit nackten weiblichen Heiligen und Jesuskindern, die nur dazu dienen würden, erotische Gelüste zu wecken. In der Tat traten im 14. und 15. Jahrhundert zunehmend schöne Frauen in modischen Kleidern auf religiösen Darstellungen auf.
Die Kunstfertigkeit der zeitgenössischen Bilder war ein zentraler Streitpunkt. Vor allem in den Niederlanden und Italien wurde die neue Technik der Ölmalerei für eine extrem illusionistische Malweise eingesetzt, welche die Materialität schöner Stoffe, Besitztümer und Menschen besonders gut wiederzugeben vermochte. Kunstkäufer, die ihr Auge an weltlichen Motiven geschult hatten, verlangten auch prunkvollere, realistische Heiligenbilder. Hieronymus Emser, sonst ein rühriger Gegenspieler Luthers, argumentierte gegen solche „kunstliche“ (kunstreiche) Bilder, die ihren didaktischen Zweck verfehlten und nur zur Bewunderung der Malereikunst („beschawung der kunst unnd art der bossen“) anhielten. Schlichtheit (simplicitas) von Darstellungen war eine gängige Forderung vor- wie nachreformatorischer Bildtheologie: Bilder sollten in zurückhaltender Malweise die Taten der Heiligen und das Wirken Christi in Erinnerung rufen und zur Nachahmung auffordern, nicht jedoch durch Prunk und Kunstgriffe glänzen. Als nicht akzeptabel galten Emser „hürisch“ und „bübisch“ gemachte Heiligenbilder, die schamlos, verführerisch und unzüchtig gemacht seien; angeblich wundertätige Bilder; zu kostspielige, zu kunstvolle oder zu viele Bilder seien in Kirchen unangebracht. Den Laien sei ein Verhalten mit „maß unnd regel“ beizubringen und die Wundergläubigkeit auszutreiben; die Stifter sollten ihr Geld lieber für die Armen ausgeben; die Maler und Bildschnitzer sich in der Gestaltung zurückhalten.
Der Wunsch nach einem bescheideneren Heiligenbild schlug sich auch in der Malerei nieder. Robert Campin und Jan van Eyck verzichteten bereits um 1400 auf die Darstellung von Gold und Edelsteinen. Campin ebenso wie Fra Angelico stellen Maria und die Heiligen in sehr bescheidenen, ärmlichen Räumen dar. Der alternde Sandro Botticelli gab, beeindruckt von den Bußpredigten Savonarolas, seine sinnlichen Gemälde antik-heidnischer Bildmotive auf und verlegte sich auf die religiöse Malkunst; einige seiner weltlichen Bilder verbrannte er eigenhändig 1497 auf Savonarolas „Fegefeuer der Eitelkeiten“. In Südeuropa sanken die Ausgaben für religiöse Stiftungen, während sie in Mitteleuropa um 1450 noch einmal aufblühten, um in den Jahren vor der Reformation ebenfalls stark zu sinken, begleitet von innerkirchlicher Kritik und allgemeinem Überdruss an der kirchlichen Verschwendungssucht.
Die katholische Bildkritik führte in der nachreformatorischen Zeit zu Reformversuchen, die jedoch im Bereich der Theorie blieben. So beschloss die Provinzialsynode des Bistums Mainz 1549 eine Richtlinie für den angemessenen Kirchenschmuck, der sich auf „einige passende Bilder oder Tafeln (…), welche Historien enthalten, die geziemend und fromm gemalt (sind), und zwar ohne allen weltlichen, unzüchtigen oder leichtfertigen Schmuck“ beschränken sollte. Im Wesentlichen hielt man jedoch an der Kirchenkunst fest, soweit sie der religiösen Unterweisung dienen konnte.

## Bildersturm in einzelnen Orten

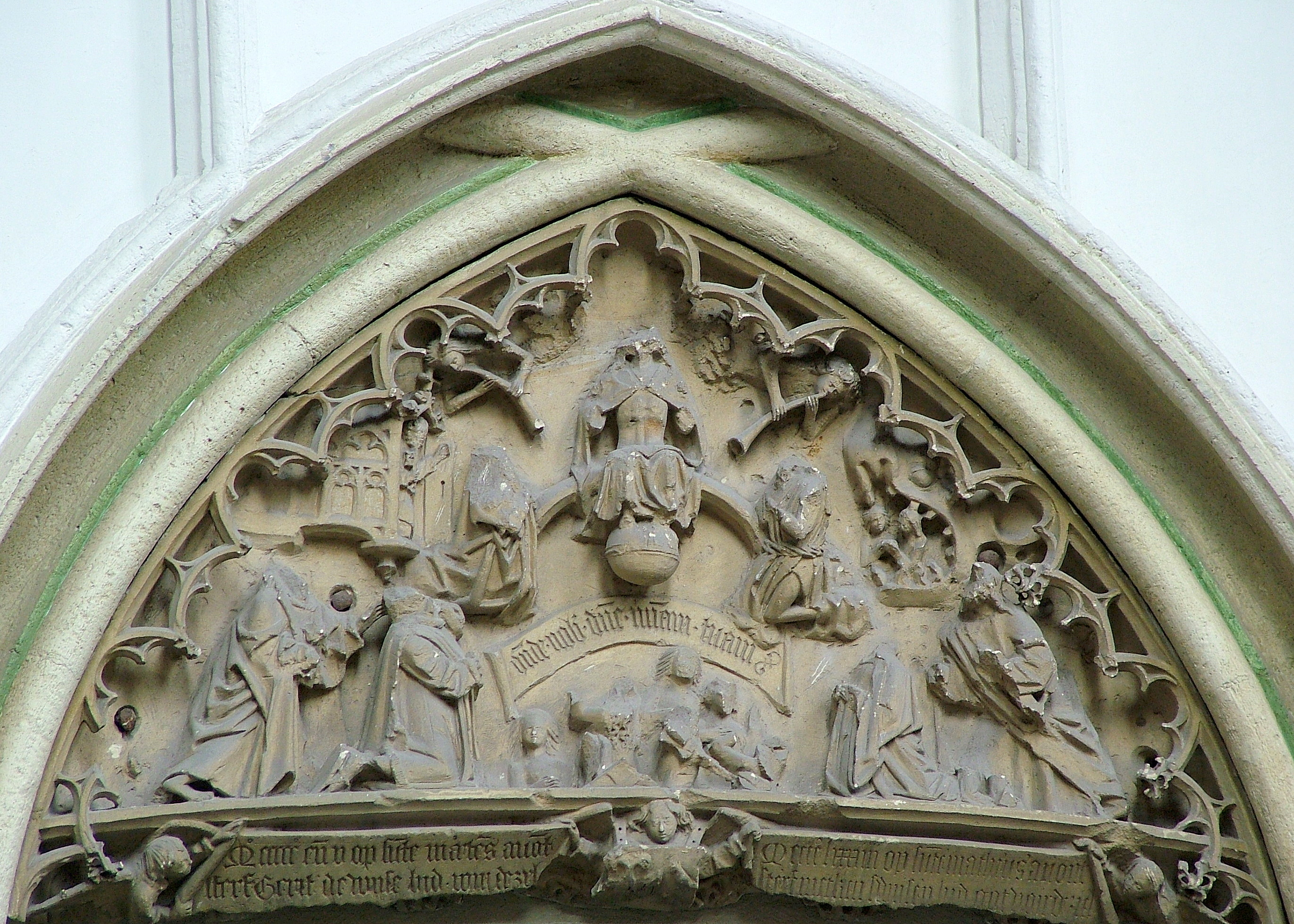
Stefanskirche in Nijmegen: Memorienstein zum Gedächtnis von Verwandten des Petrus Canisius, Anbetung der Könige mit Stifterfiguren an den Seiten. Beim Bildersturm wurden die Köpfe zerstört.

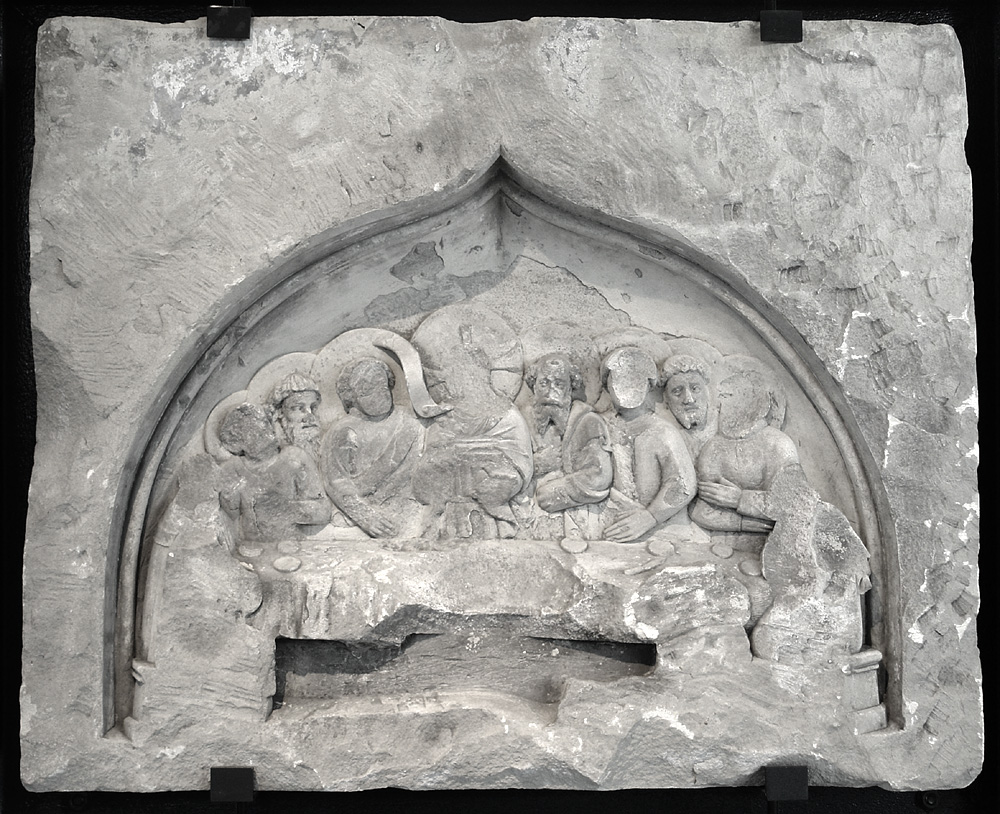
Abendmahlsrelief um 1430 vom Sakramentshaus der ehem. Ansgarii-Kirche in Bremen. Die Spuren von Axthieben an den abgeschlagenen Köpfen der Heiligen lassen am Original (Focke-Museum) erkennen, dass dies gezielt geschah und dieses Bildwerk somit zu denen gehört, die 1582 der Reformator Christoph Pezel in Bremen zerstören oder demolieren ließ.

Der Bildersturm der Reformation verlief nicht an allen Orten gleichzeitig und auf sehr unterschiedliche Weise. Die folgenreichsten Bilderstürme fanden in Städten statt, vor allem in den freien Reichsstädten. Fromme Bildwerke wurden vor allem von reichen Stadtbürgern gestiftet – Patrizier, Kaufleute, zu Wohlstand gekommene Handwerker –, daher gab es dort eine große Anzahl von Bildwerken. Fast überall enthielten die neu erlassenen reformatorischen Stadtordnungen eine Bestimmung, die sich gegen Bildwerke in Kirchen wandte.
Historische Quellen belegen organisierte Konfiszierungen von Kirchenschätzen ebenso wie gewalttätige Aktionen fanatisierter Menschenmengen, symbolische Schauprozesse ebenso wie individuelle, spontane Akte von Vandalismus. In Münster etwa agierten die Täufer gegen Bildwerke mit den Mitteln der Hochgerichtsbarkeit, während man in Konstanz nach Inventarlisten vorging und beschlagnahmte Objekte zugunsten der Stadtkasse verkaufte. In manchen Orten durften die Stifterfamilien „ihre“ Altarbilder und Schnitzwerke an sich nehmen und vor der Vernichtung retten.
Bilderstürmerischen Aktionen lagen nicht immer rein religiöse Motive zugrunde; auf lokaler Ebene wurden über sie politische Konflikte zwischen Volk und Eliten ausgetragen. In den Städten gab es bereits eine Tradition der Revolte, die in den vorreformatorischen Jahrhunderten zur Herausbildung einer besonderen städtischen Sozialstruktur mit von den Bürgern gewählten Stadtregierungen geführt hatte. Die Bevölkerungsstruktur war durchlässig und aufnahmebereiter für reformatorische Forderungen.
In vielen Städten, besonders im Süden und in der Schweiz, behielt der Rat die Oberhand über den Fortgang der Reformprozesse; bilderstürmerische Aktionen erfolgten nur auf Anordnung. Die „ordentliche“ Räumung der Kirchen wurde von den Stadtobrigkeiten durchgeführt, damit es nicht zu gewalttätigen Tumulten kam. So konnte der Rat die Spannungen zwischen alt- und neugläubigen Gruppierungen kanalisieren.
Mancherorts wurden Bildwerke nicht zerstört, sondern mit dem ganzen Kirchenschatz beschlagnahmt und gewinnbringend verkauft. Wirtschaftliche Konflikte zwischen Bürgern und Kirche besaßen eine Vorgeschichte: Der Klerus zog dank großer Grundbesitze Vorteil aus den städtischen Absatzmärkten, ohne etwas zurückzugeben, da er vielerorts von Steuerprivilegien profitierte. Manche Aktionen des Bildersturms lassen sich daher als Umverteilungsaktion deuten, bei denen das Vermögen der Kirche wieder in den Wirtschaftskreislauf und die Stadtkassen zurückgeführt werden sollte.
Einigen Forschern gelten die Bilderstürme sogar im Ganzen als revolutionäre Volkserhebung, bei der die Massen, aufgestachelt von charismatischen Predigern, gegen die korrupte Kirchenelite revoltierten.

### Norden des Reichs
| Jahr      | Norden                                            | Süden                            |
| --------- | ------------------------------------------------- | -------------------------------- |
| 1522      | Wittenberg, Meißen (?)                            |                                  |
| 1523      | Halberstadt, Breslau (?), Danzig                  | Zürich, Straßburg                |
| 1524      | Nebra, Mühlhausen, Königsberg, Magdeburg, Zwickau | St. Gallen, Rothenburg, Waldshut |
| 1525      | Wolkenstein, Stolp, Stettin, Torgau, Stralsund    | Basel                            |
| 1526      | Köln, Dresden                                     |                                  |
| 1527      | Soest, Pirna, Goslar (Goslarer Unruhen 1527)      |                                  |
| 1528      | Braunschweig, Hamburg, Goslar                     | Bern                             |
| 1529      | Minden (?), Göttingen                             |                                  |
| 1530      | Einbeck                                           | Neuchâtel                        |
| 1531      | Lippstadt                                         | Ulm, Konstanz                    |
| 1532      | Herford, Lemgo, Waldeck                           | Genf, Regensburg, Augsburg       |
| 1533      | Höxter, Warendorf, Ahlen, Beckum                  |                                  |
| 1534      | Hannover, Münster                                 |                                  |
| 1535–1546 | Wesel, Hildesheim, Merseburg, Alfeld              | Nürnberg                         |

Im Norden treten bilderstürmerische Aktionen zuerst in Städten an der Ostsee, Pommern und Sachsen wie Danzig, Magdeburg und Stralsund auf. Eine zweite Welle betrifft von 1528 bis 1534 Niedersachsen und Westfalen. In Bremen veranlasste Christoph Pezel 1582 die Demolierung oder Entfernung aller Bildwerke aus den städtischen Pfarrkirchen.
Beispiel für den erbitterten Streit von Lutheranern und Reformierten um das Bilderverbot ist die Auseinandersetzung über einen Hochaltar in Danzig um 1600, siehe Jakob Adam. In Berlin löste die Entfernung der Bilder und Kruzifixe aus dem Dom im April 1615 den Berliner Tumult aus.

### Wittenberg
In der reformatorischen Ordnung der Stadt Wittenberg vom 24. Januar 1522, vor allem von Karlstadt formuliert, heißt es unter Punkt 13: „Es sollen auch die Bilder und Altäre in der Kirche entfernt werden, um Abgötterei zu vermeiden, drei Altäre ohne Bilder sollen vollauf genügen“. Im Februar 1522 kam es zu tumultartigen Szenen in der Wittenberger Stadtkirche, nachdem Karlstadt – ohne Wissen Martin Luthers – das Traktat Von abtuhung der Bylder veröffentlicht hatte.
Luther selbst verurteilte die Bilderzerstörung. In seinem unmittelbaren Einflussgebiet blieben wertvolle Kirchenausstattungen erhalten, etwa St. Sebald und St. Lorenz in Nürnberg oder im Kloster Wienhausen. „Luther ließ den Kult absterben, die Kultobjekte aber erhalten.“

### Schweiz

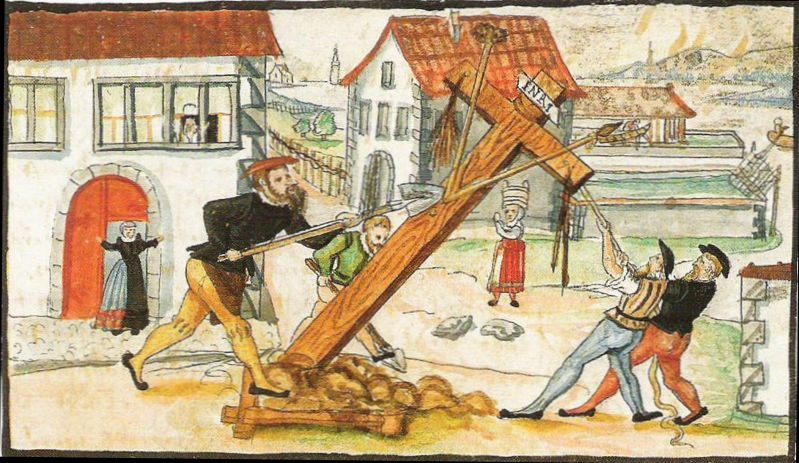
Klaus Hottinger stürzt 1523 das Wegkreuz von Stadelhofen. Darstellung aus dem frühen 17. Jahrhundert

Zum allgemeinen historischen Verlauf siehe Reformation und Gegenreformation in der Schweiz.
Die ersten Bilderstürme im Süden unterlagen der öffentlichen Ordnung. Kollektive Aktionen wurden weitgehend verhindert. Zürich wurde zum Vorbild für viele Städte. In der Stadt Zürich fanden 1523 und 1524 Disputationen statt, wie mit den Bildwerken zu verfahren sei. Der führende Priester Ulrich Zwingli plädierte auf der zweiten Disputation (26.–28. Oktober 1523) für eine vollständige Abschaffung der Bildwerke, eine Meinung, die weitgehend Zustimmung fand. (Als Gegner trat unter anderen Rudolf Koch auf, Chorherr am Grossmünster, der sich auf die Autorität der traditionellen Bildbefürworter berief.) Kirchengemeinden sollten über die Entfernung von Bildwerken abstimmen und die Gläubigen über die Umstellung informieren; Stifter sollten ihre Stiftungen zurücknehmen können. Im Juni 1524 erließ der Rat ein Mandat, dass binnen eines halben Jahres „man die götzen und bilder mit züchten hinweg tuon sölle, damit dem Wort Gottes statt geben werde“; die Bildwerke wurden binnen dreizehn Tagen hinter verschlossenen Türen von Priestern und Handwerkern entfernt.
In Basel, Bern und St. Gallen dagegen verliefen die Bilderstürme tumultartig.

### Süden des Reichs
Die Vorgänge in den Schweizer Städten fanden Nachahmer im Süden des Reichs, vor allem in den Reichsstädten Ulm (1531), Augsburg (1532), Regensburg (1534/1538) und Nürnberg (1542).
In den Reichsstädten Süddeutschlands gab es gravierende Eingriffe in den Kunstbestand und in die Bausubstanz von Kirchen. Im Ulmer Münster wurden am sogenannten „Götzentag“ im Sommer 1531 beide Kirchenorgeln und insgesamt 60 Altäre entfernt, in umliegende Dorfkirchen gebracht oder auch mit rohen Kräften zerstört. Eine zeitgenössische Quelle berichtet von der brachialen Gewalt, die beim Götzentag am Werk war: „Sie haben, als sie das Korpus mit den Pfeifen in der großen Orgel nicht füglich anheben können, Seilen und Ketten darum gebunden, an selbige nachmals Pferde gespannt und durch deren Gewalt auf einmal herunterreißen und über einen Haufen stürtzen lassen“. Auch die sogenannte Karg-Altarnische aus der Hand Hans Multschers wurde weggehackt.
In der Bischofsstadt Konstanz ging der Bildersturm geordnet unter Weisung der Stadtregierung vor sich. Im Konstanzer Münster, der damaligen Domkirche, wurden kostbare Reliquienschreine und verwertbare Kunstgegenstände von der Stadtkasse Konstanz beschlagnahmt. Diese ließ die metallischen Werte nach und nach einschmelzen, andere Werte wurden gewinnbringend verkauft. Die gefundenen Reliquien, darunter auch die Gebeine der Bistumsheiligen Konrad und Pelagius und die im Kloster Petershausen verwahrten Gebeine von St. Gebhard, wurden in den Rhein geworfen. Die über 60 Altäre des Münsters sowie fast das gesamte Inventar gingen so unwiederbringlich verloren.
1537 kam es auf dem Uracher Götzentag zu Klärungen im Blick auf Bilder.

### England

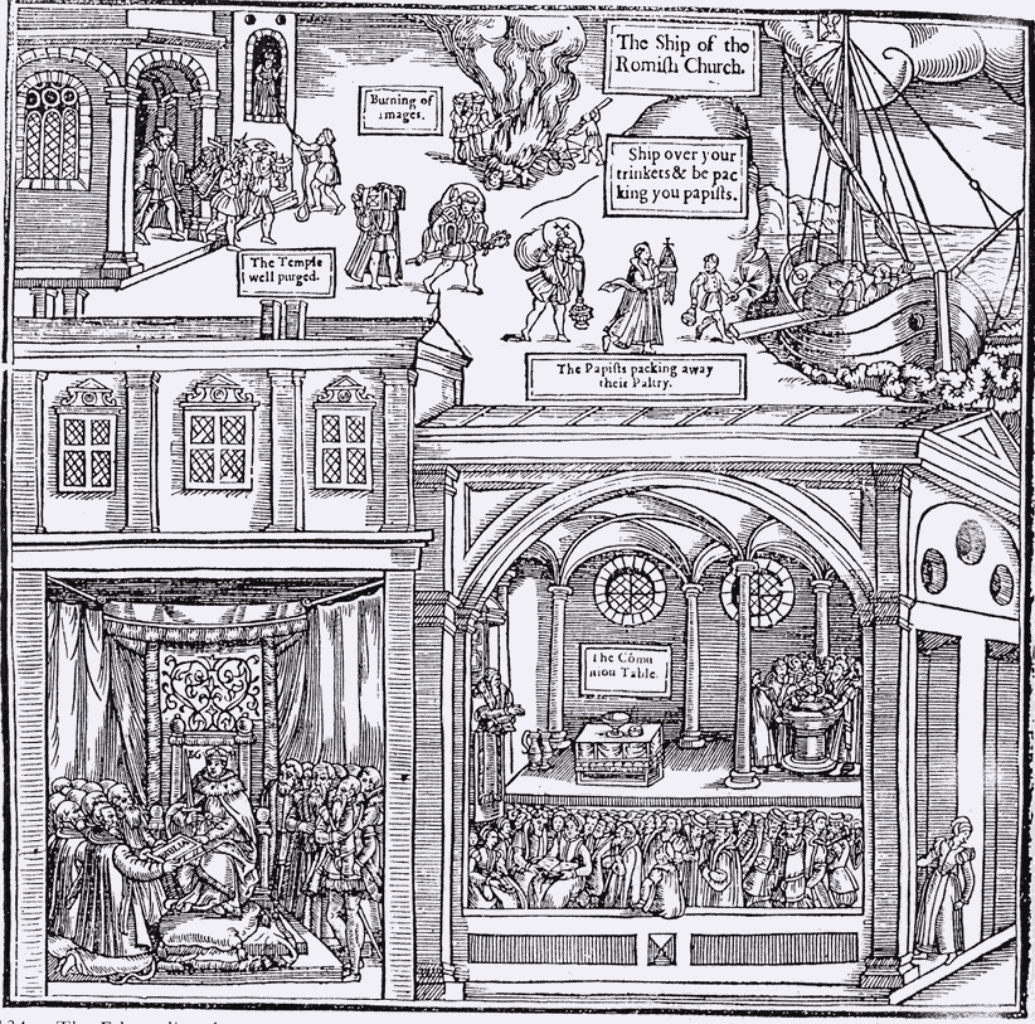
„Tempelreinigung“ in England (Holzschnitt, 1563)
Oben: „Papisten“ retten sich mit ihrem „Plunder“ auf das „Schiff der römischen Kirche“; im Hintergrund werden Heiligenbilder verbrannt.
Unten links: Kleriker empfangen die Bibel aus der Hand Elisabeths I.; rechts: ein Kommuniontisch in einem bilderfreien Kirchenraum.

Erste bilderstürmische Zwischenfälle gab es in England bereits in den 1520er und 1530er Jahren. Bilderstürmer steckten 1522 eine Marienkirche in Rickmansworth (Diözese Lincoln) in Brand; kleinere Vandalismen sind z. B. für Worcester und Louth belegt.
Die erste systematische Welle des Bildersturms folgte von 1536 bis 1540 auf Geheiß des Königs Heinrich VIII. Heinrich brach mit dem Papst und der römisch-katholischen Kirche und machte sich selbst zum Oberhaupt der anglikanischen Kirche. Die Grundsätze der europäischen Reformation wurden nun auch in England umgesetzt, so auch die Forderung der „Tempelreinigung“: Gnadenbilder, Schreine und Reliquien nahm er den Klöstern und Wallfahrtskirchen weg und ließ sie in London öffentlich verbrennen. Reiche Klöster ließ Heinrich zugunsten der Staatskasse plündern. Der Bischof von London unterstützte Heinrich mit Weisungen an den Pfarrklerus.
Edward VI., Heinrichs Nachfolger, ging noch drastischer vor. 1547 und 1548 erließ der Magistrat der Stadt London im Namen des Königs ein Mandat, sämtliche Bilder aus den Kirchen der Stadt zu entfernen – ein Befehl, der von den königlichen Beamten belegtermaßen auch umgesetzt wurde. Steinerne, verzierte Hochaltäre wurden durch hölzerne Tische ersetzt. Lettner, Kruzifixe, Marien- und Johannesbilder, teilweise auch liturgische Bücher wurden auf öffentlichen Plätzen und Kirchhöfen verbrannt. Der Bildersturm betraf die St Paul’s Cathedral und viele Londoner Kirchen, wie auch Kirchen und Klöster auf dem Land.
Das Parlament beschloss 1550 die völlige Vernichtung aller religiösen Bildwerke, mit Ausnahme von Epitaphen und Gedenksteinen. Es ist auch überliefert, dass 1550 drei oder vier Schiffsladungen mit Bildwerken in Frankreich verkauft wurden; andere landeten in Holland. Zwar sind für viele einzelne englische Orte bilderstürmerische Aktionen belegt, genaue Daten über den Umfang der Zerstörung sind jedoch nicht überliefert.
Als Reaktion auf die Krönung Elisabeths I. kam es 1559 zu ikonoklastischen Aufständen in der Bevölkerung. Lettner und Bildwerke wurden verbrannt. Diese Aktionen hatten aber keinen Rückhalt mehr in den Institutionen; die Bilderfrage war innerhalb der englischen Kirche bereits umstritten; man war unentschlossen, ob eine Befolgung des ersten Gebots eine massenhafte Zerstörung von Bildwerken rechtfertigte. Unautorisierter Ikonoklasmus war strafbar; die Regierung ließ zerstörte Bildwerke teilweise wieder ersetzen. Elisabeth I. begnügte sich mit der Forderung, lediglich „missbräuchlich“ verwendete Bilder sollten entfernt werden.
Ein Jahrhundert später wurden Bilderstürme wiederum zu einem Mittel des Kampfes zwischen Parlament und König. Die Zerstörungen, die auf Geheiß des Parlaments im Englischen Bürgerkrieg der 1640er Jahre stattfanden, gelten als noch tiefgreifender als diejenigen, die im 16. Jahrhundert zuvor im Auftrag des Königs durchgeführt wurden.

### Niederlande

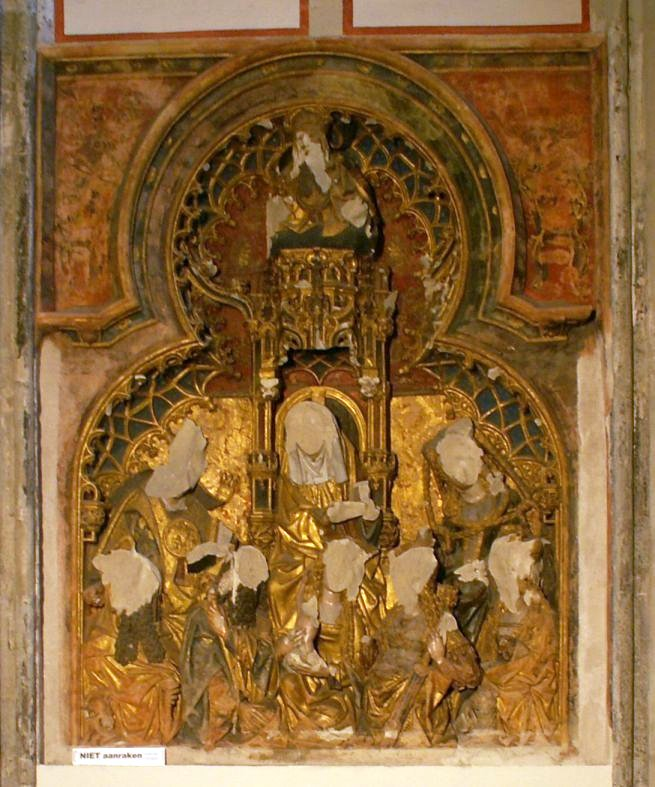
Spuren des Bildersturms im Utrechter Dom

Anfänge der Bilderkritik im 16. Jahrhundert
Der Bildersturm in der zweiten Hälfte des 16. Jahrhunderts ist eng mit der Ausbreitung des Calvinismus in den Niederlanden und Frankreich verbunden und geprägt durch eine enge Verknüpfung von Bilderzerstörung und politisch-religiösen Auseinandersetzungen im Bürgerkrieg. Unterschiede zeigte er anfangs hinsichtlich der Argumentation in der Bilderfrage, der Objekte der Zerstörung und der Frage nach der richtigen Vorgehensweise kaum von den ikonoklastischen Vorgängen im schweizerischen und deutschen Raum. Eine neue Komponente erhielt diese Welle durch eine gestiegene Anzahl von Schriften, welche die Kritik am Bilderkult und am katholischen Gottesdienst erneuerten und weiterentwickelten. Dazu gehören zum Beispiel die Schriften von Pierre Viret, John Hooper und Johannes Anastasius Veluanus, welche die Kritiken Calvins bezüglich der Bilderfrage aufgriffen und erweiterten. Daneben versuchten Theaterstücke, Predigten und Gedichte, den Analphabeten die Bilderkritik näher zu bringen. In den Niederlanden waren es vor allem die Rhetorikkammern, in Frankreich die Lieder und Gedichte, die die Kritik am Bilderkult verbreiteten und zu ikonoklastischen Taten aufriefen.
Bilderstürmer wurden seit den 1520er Jahren in den Niederlanden systematisch als Ketzer verfolgt und bestraft. Die königliche Regierung der Niederlande drohte 1522 in einem Edikt denjenigen, welche Bilder zerstören, die zu Ehren von Gott, der Jungfrau Maria oder den Heiligen angefertigt worden waren, schwere Strafen an. Die Verfolgung der Neugläubigen als Ketzer führte zu deren Flucht nach England, Frankreich und ins Reich. Dort fanden sie sich zu Exulantengemeinden zusammen. Diese gerieten mit der Zeit unter zwinglianisch-calvinistischen Einfluss und bildeten Prediger aus. Nach der Unterzeichnung des Kompromisses der Noblen und dem Edikt der Margarete von Parma, welches eine Mäßigung bei der Ketzerverfolgung anordnete, kehrten die ausgebildeten Prediger und die Laienprediger in die Niederlande zurück und begannen, öffentlich zu predigen.
Die Heckenpredigten
In den Niederlanden gingen den bilderstürmerischen Aktivitäten von 1566 sogenannte Zaunpredigten (Heckenpredigten) voraus. Initiiert wurden die ersten Zaunpredigten in Flandern nicht von den calvinistischen Konsistorien, sondern waren spontane, nächtliche Gottesdienste. Geleitet wurden sie zum einen von Geistlichen, die Reformen anstrebten, formal aber keine Calvinisten waren, und zum anderen von calvinistischen Theologen und Mitgliedern örtlicher Rhetorikschulen. Als Beispiel seien hier die Mönche Carolus Daneel und Antonius Alogoet angeführt. Beide verließen über Nacht ihre Klöster und begannen in der Umgebung zu predigen. Das Konsistorium in Antwerpen griff im Mai und Juni in einer Synode die gemeldeten Vorfälle auf und beschloss nun, auch die calvinistische Gemeinschaft wieder öffentlich zu versammeln und öffentliche Predigten zu halten. Viele der Prediger kamen dafür aus den Exulantengemeinden in Frankreich, England und dem Reich zurück in die Niederlande. Die Zaunpredigten begannen in den Ballungsgebieten Westflanderns, in denen schon viele Gewerbetreibende mit dem calvinistischen Glauben sympathisierten, breiteten sich schnell über die gesamten niederländischen Provinzen aus und wurden zu einer Massenveranstaltung. Schätzungen zufolge waren bei einzelnen Predigten 7000 bis 14.000 Menschen anwesend.
Die Ausbreitung des Bildersturms 1566
Die Ausbreitung bilderstürmerischer Aktivitäten begann in den Niederlanden im August 1566 in der Umgebung von Steenvoorde, nahe der französischen Grenze, wo auch die ersten Zaunpredigten stattgefunden hatten. Nachdem am 9. August der calvinistische Priester Sebastien Matte in der Stadt gepredigt hatte, brach die Gemeinde am 10. August in eine Kapelle Steenvoordes ein und plünderten sie. In den nächsten Tagen fanden unter der Führung der beiden Priester Matte und Jacques de Buzère weitere Kirchenplünderungen in der näheren Umgebung statt. Am 15. August erreichte dieselbe Gruppe von Bilderstürmern Ypern. Bischof Martin Rythovius versuchte im Vorfeld, Herzog Egmont, den Gouverneur der Provinz, zum Verbleib in der Stadt zu bewegen, um die Plünderung der Kirchen zu vermeiden; dieser reiste jedoch am 14. August um die Mittagszeit ab. Am 16. August waren alle Klöster und Kirchen in und um Ypern, einschließlich der Pilgerkirche in Beveren, ausgeräumt.
Im weiteren Verlauf wurden am 18. August Oudenaarde und am 20. August Antwerpen von Bilderstürmen heimgesucht. Einige Tage vor den Ausschreitungen in Antwerpen predigte Hermann Moded, einer der calvinistischen Priester in der Stadt, gegen die Idolatrie. Am 19. August drangen einige Jugendliche in die Kirche von Antwerpen ein und verhöhnten dort eine Marienstatue, welche einige Tage zuvor bei einer Prozession zu Mariae Himmelfahrt durch die Straßen geführt wurde. Am darauf folgenden Tag drangen erneut Bürger in die Kirche ein und begannen, sie zu plündern und auszuräumen. Dabei sangen sie Psalmen, tranken den Messwein und schmierten ihre Schuhe mit gesegnetem Öl ein. Am 21. August predigte Hermann Moded in derselben Kirche. In den nächsten zwei Tagen plünderten und zerstörten 20 bis 30 männliche Jugendliche und Männer die Einrichtungen von dreißig weiteren Kirchen.
In Gent wurde dem Regenten am 22. August unter Führung von Lievyn Onghena ein gefälschtes Schreiben von Herzog Egmont vorgelegt, welches nicht nur die Zerstörung der Bilder erlauben sollte, sondern auch gleichzeitig eine Wache für die Ausführenden forderte. Beiden Anträgen wurde von Seiten des Genter Magistrats stattgegeben. In der Nacht vom 22. auf den 23. August kam es folglich zum Bildersturm in der Stadt. Als die Ausführenden am nächsten Morgen aufgefordert wurden, diese zu verlassen, waren die Einrichtungen von sieben Pfarrkirchen, einer Stiftskirche, 25 Klöstern, zehn Armenhäusern und sieben Kapellen zerstört. Die Bilderstürmer verließen die Stadt in drei Richtungen und begannen in den nächsten Tagen, auch die Kirchen in den umliegenden Gemeinden von den Bildern zu befreien. Am 23. August fanden in Tournai Bilderstürme statt und am 24. August in Valencienes. Beide Städte verfügten über größtenteils calvinistische Räte, welche die Arbeit der Ikonoklasten unterstützten.
In den nördlichen Territorien der Niederlande, mit Ausnahme von Zeeland und Utrecht, verliefen die ikonoklastischen Vorgänge ruhiger. Am 21. und 22. August wurden in Middelburg die Bilder unter Aufsicht des Kirchenkonzils vorsichtig aus den Kirchen entfernt und in die Stadthalle gebracht. In Amsterdam war die Stimmung in der Bevölkerung so aufgeladen, dass es, obwohl die Bilder bereits aus den Kirchen entfernt worden waren, zu Unruhen kam, nachdem die Nachricht von den Vorgängen in Antwerpen die Stadt erreichte. Delft wurde am 24. und 25. August von Bilderstürmern heimgesucht, in Den Haag beseitigten Ikonoklasten am 25. August die Bilder aus den Kirchen. Zur selben Zeit entfernte man die Bilder aus der Pfarrkirche und den Klöstern Utrechts unter fachmännischer Leitung; die fünf Hauptkirchen der Stadt blieben jedoch unberührt. Die gleichen Männer, die in Den Haag, Delft und Utrecht in Erscheinung traten, wirkten auch im Gebiet um Culemburg.
Charakteristisch für einige Bilderstürme im September ist die Anwesenheit und Zustimmung von Adligen, auf deren Gebieten die ausgeräumten Kirchen standen. Herzog Floris war bei der Räumung von zwei Pfarrkirchen in Culemburg dabei; in Asperen waren es zwei Söhne von Adligen, die die ikonoklastischen Aktivitäten überwachten; in Vianen befahl Herzog Brederode die Entfernung der Bilder aus den Kirchen am 25. September und Willem van Zylen van Nijevelt zerstörte seine eigene Familienkapelle in Aartberghen. Noch im selben Monat kam es zu Bilderstürmen in Leeuwarden, Groningen, Loppersum, Bedum und Winsum.
1581 – Der Bildersturm bricht wiederum in Antwerpen aus. Weitere Kunstwerke in der Liebfrauenkathedrale wurden zerstört.

### Siebenbürgen

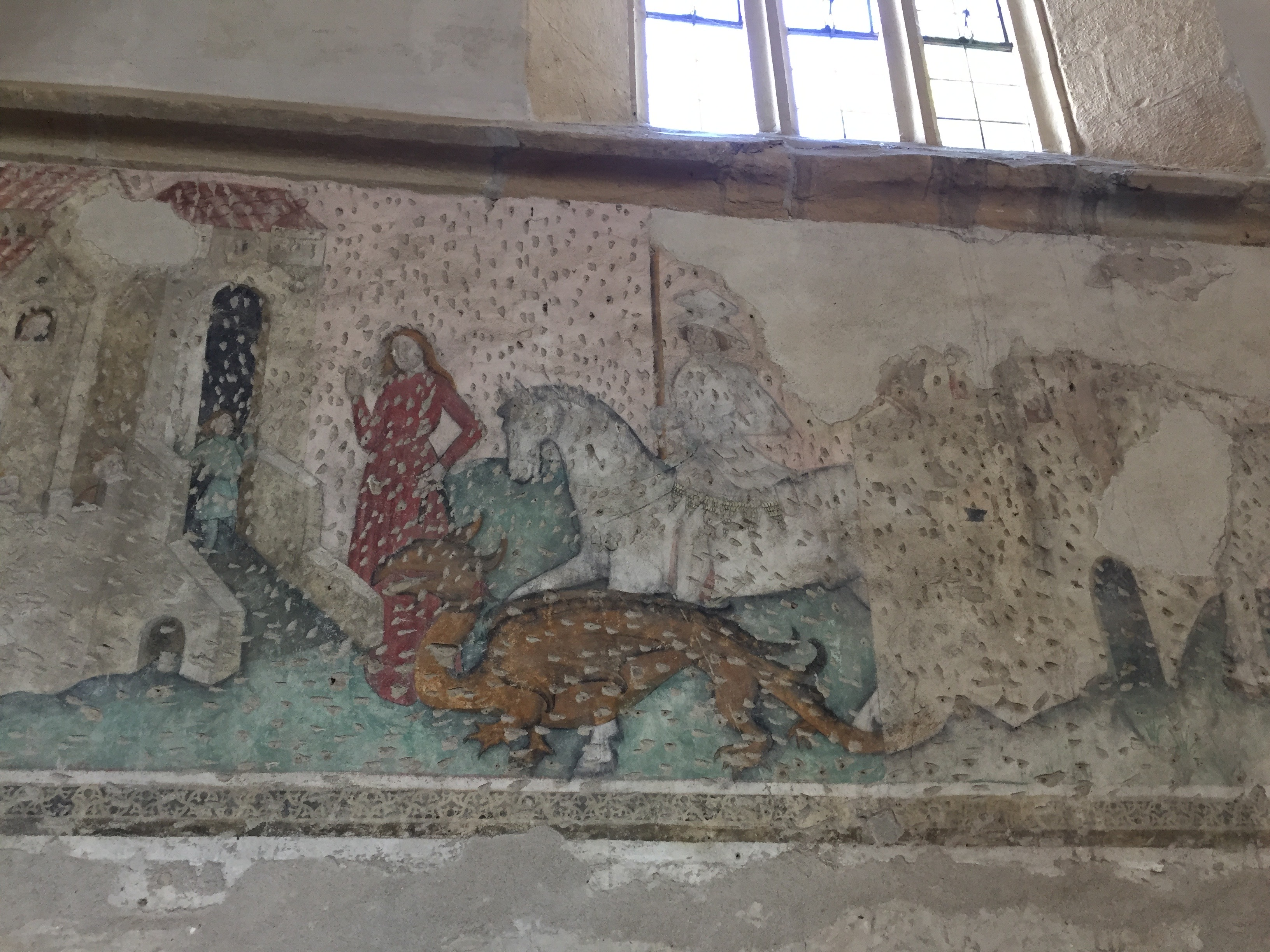
Fresko der Nordwand der Schäßburger Bergkirche in Siebenbürgen mit Spuren des Bildersturms.

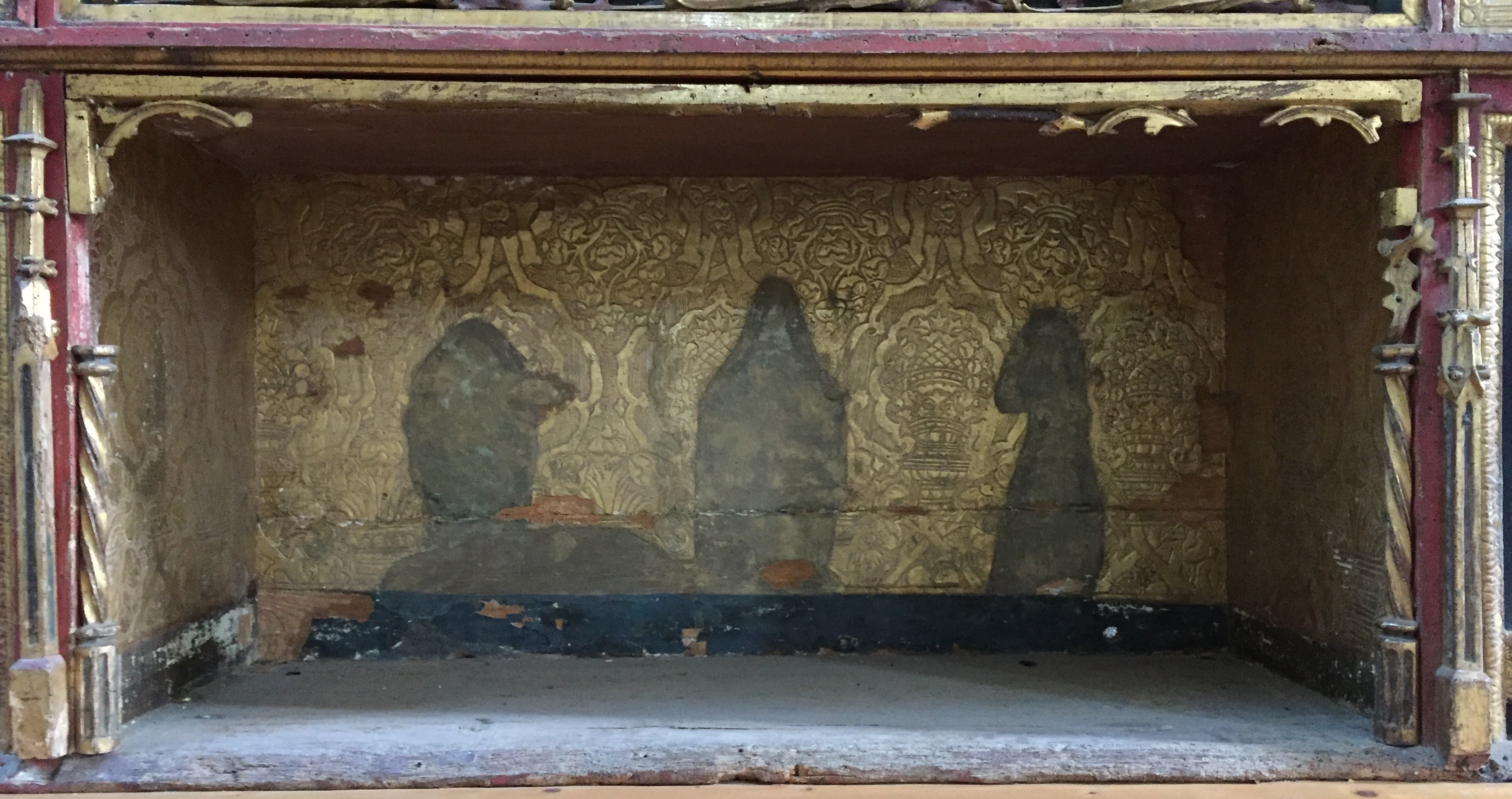
Schrein des Ursulaaltars der Kirche von Meeburg/Beia, heute in der Schäßburger Bergkirche. Aussparungen im Dekor der Rückwand zeigen noch die Umrisslinien der im Bildersturm entfernten Statuen.

Eine Schlüsselgestalt der Reformation in der im heutigen Zentralrumänien gelegenen Region Siebenbürgen war der Buchdrucker und Humanist Johannes Honterus (um 1498–1549) aus Kronstadt. Im Oktober 1542 wurde in Kronstadt der evangelische Messritus eingeführt. 1543 wurde auf der Grundlage von Honterus’ Schrift Reformatio ecclesiae Coronensis ac totius Barcensis provinciae die Reformation in Kronstadt und im umliegenden Burzenland eingeführt. Von dort aus verbreitete sich die am Luthertum orientierte Reformation unter den Siebenbürger Sachsen. Im Frühjahr 1544 wurden die Nebenaltäre und Heiligenbilder aus der Schwarzen Kirche entfernt. 1547 lag die an Honterus’ Reformationsschrift orientierte Kirchenordnung aller Teutschen in Sybembürgen in gedruckter Form vor, die die Reformation für alle deutschen Bewohner Siebenbürgens einführte. Im Juni 1572 setzte eine in der Margarethenkirche von Mediasch versammelte Gesamtsynode das Augsburger Bekenntnis als verbindliche Grundlage der Kirchengestaltung der Siebenbürger Sachsen ein.
Das früheste bekannte Dokument zur Entfernung von Bildern und Skulpturen aus den Kirchen stammt vom Bistritzer Ratsschreiber Christian Pomarius. 1543 schrieb er, dass die Türkengefahr nahe sei, und dass die Türken zuerst die Bilderverehrer töten würden. 1544 berichtete der Organist der Schwarzen Kirche und Kronstädter Stadtchronist Hieronimus Ostermayer:

„Item sein mit Willen der Obrigkeit die Bilder aus den Kirchen, auch der grosse Altar in der Pfarrkirch abgebrochen worden. Dito den 22. Tag Aprilis mit gemeiner Wahl der gelehrt und gottesfürchtig Mann Herr Johannes Honterus zum Pfarr in Cronstadt erwählet worden.“

Schon in den 1550er Jahren setzte sich jedoch die Auffassung durch, dass bildliche Darstellungen religiöser Themen als Kunstwerke erhalten werden könnten und daher nicht entfernt werden müssten. 1557 erklärte die Synode von Hermannstadt, dass Bilder mit biblischem oder kirchengeschichtlichen Bezug erhalten werden sollten. 1565 erklärte die Hermannstädter Synode:

„Sufficiat tibi in altari tuo salvatori in cruce pendentis imago, quae passionem suam tibi representat.“

„Es genüge dir in deinem Altar ein Bild des Erlösers am Kreuze, durch welches er dir seine Passion darstelle.“

Aus der vorreformatorischen Zeit blieben daher in Siebenbürgen vor allem die Hauptaltäre der Kirchen, oftmals große Flügelaltäre, erhalten, wie beispielsweise der Mediascher oder der Birthälmer Altar. Die vorhandenen Tafelbilder wurden dabei meist im Sinne des reformierten Glaubens umgestaltet. Figürliche Darstellungen, vor allem aus den Mittelschreinen der Altäre, wurden dagegen durchweg entfernt.
Wandmalereien und Fresken wurden in den evangelischen Kirchen Siebenbürgens übertüncht und erst, wie beispielsweise in der Margarethenkirche von Mediasch, bei Restaurierungsarbeiten in den 1970er Jahren wiederentdeckt und freigelegt. Nur in den Gebieten, die sich nicht auf dem mit traditionellen Autonomierechten ausgestatteten Königsboden befanden und wo die Bevölkerung deshalb nicht frei über ihre Konfession entscheiden durfte, blieben die Wandmalereien unversehrt erhalten, beispielsweise in der Kirchenburg von Malmkrog.

## Folgen des Bildersturms
Das Konzil von Trient, das in dem Decretum de invocatione, veneratione et reliquiis sanctorum, et sacris imaginibus vom 3. Dezember 1563 zum Ausdruck brachte, dass „den Bildern Christi, der jungfräulichen Gottesgebärerin und der anderen Heiligen, die vorzüglich in den Kirchen sein und bleiben müssen, die schuldige Hochachtung und Verehrung zu erweisen“ sei, legte gleichwohl in demselben Beschluss fest, dass die Verehrung der Bilder nicht so erfolgen dürfe, als sei „eine Gottheit darin oder eine Kraft, wegen welcher man ihnen Ehre erweisen müsse, oder als dürfe man sein Vertrauen auf Bilder heften, wie es sonst geschah von den Heiden, sondern weil die Ehrenbezeigung auf die Urbilder sich bezieht, welche jene vorstellen.“ Das Konzil läutete in den katholischen Gegenden das Zeitalter der Gegenreformation ein. Die Kirchenbauten des Barock setzten in Architektur und Ausstattung diesen Anspruch um.
In den reformierten und den lutherischen Kirchen gingen die Aufträge für fromme Bildwerke im 16. Jahrhundert stark zurück. Auch der Kirchenbau stagnierte während der Reformationswirren, in manchen Fällen für Jahrhunderte. In Norddeutschland traten im 16. und 17. Jahrhundert Schriftaltäre an die Stelle der mittelalterlichen Bildwerke. Oft liest man dort die fünf Hauptstücke des christlichen Katechismus, also vor allem die zehn Gebote, das Glaubensbekenntnis, das Vaterunser und die Einsetzung von Taufe und Abendmahl. Nach der ikonoklastischen Phase kehrten die Bilder im 17. Jahrhundert in die lutherischen Kirchen in Form von aufwendigen, barocken Altaraufsätzen zurück. Bekannt sind die Altäre von Ludwig Münstermann in der Grafschaft Oldenburg. Die reformierten Kirchen blieben bilderlos. Vielerorts vollendete die Gegenreformation, was der Bildersturm begonnen hatte: Die „kunstlosen“ mittelalterlichen Bildwerke wurden übertüncht oder wichen neuen prächtigen Altären, Stuckdecken und Wandgemälden.
Für lutherische Protestanten war eine Ausstattung ihrer Kirchen mit Bildern, aber auch Altären und Epitaphien geradezu ein Bekenntniszeichen sowie ein Unterscheidungs- und Abgrenzungsmerkmal zu den Anhängern Zwinglis und Calvins, umso mehr, als im Augsburger Reichs- und Religionsfrieden 1555 die Koexistenz von Katholizismus und Protestantismus lutherischer Prägung reichsrechtlich anerkannt wurde, Reformierte sowie Täufer davon jedoch ausgenommen waren.

## Bildersturm in der Literatur
- Die heilige Cäcilie oder die Gewalt der Musik (Eine Legende). 2. Fassung. In: Heinrich von Kleist. Erzählungen, Bd. 2. 1811, S. 133–162.